# Ranunculus pusillus
Ranunculus pusillus är en ranunkelväxtart som beskrevs av Jean Louis Marie Poiret. Ranunculus pusillus ingår i släktet ranunkler, och familjen ranunkelväxter. Utöver nominatformen finns också underarten R. p. angustifolius.